# SpVgg Borussia 02 Halle
Maillots
Dernière mise à jour : 1er mars 2011.
Le SpVgg Borussia 02 Halle fut un club allemand de football localisé à Halle dans la Saxe-Anhalt.
Il exista de 1902 à 1945 et fut un des rivaux des autres clubs grands locaux que furent le Hallescher FC 1896, le Sportfreunde Halle ou le Hallescher FC Wacker 1900.

## Histoire
Le club fut fondé en 1902 sous l’appellation SpVgg Borussia 02 Halle. Il évolua dans le championnat de la Saalegau de la Verband Mitteldeutscher Fussball-Vereine (VMBV).
Son plus grand succès fut d’atteindre la finale du championnat de la VMBV en 1916. Il s’y inclina (0-4) contre le FC Eintracht Leipzig.
En 1929, les Borussen se qualifièrent à nouveau pour le tour final de la VMBV, mais furent éliminés en quarts de finale (0-1) par le SpVgg Erfurt.
Par la suite, le club ne joua plus aucun rôle en vue et ne parvint jamais à atteindre la Gauliga Mitte après que celle-ci eut été créée sur ordre des Nazis après leur arrivée au pouvoir en 1933.
En 1945, le club fut dissous par les Alliés, comme tous les clubs et associations allemands (voir Directive n°23). Il ne fut jamais reconstitué.

## Sources et Liens externes
- Hardy Grüne: Vereinslexikon. Enzyklopädie des deutschen Ligafußballs. Band 7. AGON-Sportverlag, Kassel 2001,  (ISBN 3-89784-147-9).
- Archives des ligues allemandes depuis 1903
- Base de données du football allemand
- Site de la Fédération allemande de football